# Кнопкен, Андреас
Андреас Кнопкен (Кнопке; нем. Andreas Knöpken, Knopke, Knopius) (около 1468 — 18 февраля 1539) — немецко-христианский проповедник, преподаватель, автор богословских сочинений и евангелических песнопений; один из зачинателей движения Реформации в Риге и Ливонии.

## Рождение, семья, начало работы проповедником
Родился в Бранденбурге, недалеко от Косштина-на-Одре, расположенного на территории современной Польши, в семье помещика из Померании. Семья не отличалась достатком, а уровень благосостояния зависел от ежедневного размера прибыли от вырученных отцом сельскохозяйственных товаров. В 1492 году он был пастором христианской общины в Гросс-Моллене, а также заместителем пастора (викарием) в епископстве города Камень-Поморский (в Померании). Поступил в университет в Ингольштадте, но уже в 1512 году был имматрикулирован за успехи в учёбе в известный университет во Франкфурте-на-Одере. С 1514 по 1517 год находился в Трептове (Померания), где работал на службе писца в монастыре премонстрантов в Бельбуке, а также работал в учителем в городской школе Трептова, где попал под влияние теолога-мыслителя Иоганна Бугенхагена, который оказал на Кнопке воздействие как философ-новатор и приобщил его к идеям гуманизма.

## Прибытие в Ригу и начало работы в церкви Святого Петра
В 1517 году Кнопкен впервые отправляется в Ригу, где и решает поселиться. Его брат Иакоб Кнопкен к этому времени занял важный пост в религиозной иерархии города, будучи избранным каноником Домского собора, а также стал учителем-пастором (probanus) прихода церкви Святого Петра, которую периодически финансировал рижский магистрат (при необходимости перестройки или проведения архитектурных и скульптурных работ), оказывая её общине и пасторам также психологическую поддержку. Андреас сразу по прибытии в Ригу занял должность заместителя капеллана в церкви Петра, фактически устроившись помощником брата. 26 октября 1517 года он был принят в ряды ненемецкого цеха носильщиков соли, стал священнослужителем этого цеха и служил мессы в их алтаре, расположенном в деамбулатории петровской церкви, за что получал денежный оклад размером в 12 рижских марок. В этот период Кнопкен находился под сильным духовным влиянием распространителей идей гуманизма и в своих проповедях для членов цеха подчёркивал необходимость реформирования общественного устройства на гуманистических основах. Андреас начал переписку с Эразмом Роттердамским, фигурой весьма популярной и даже культовой в кругах образованных, европейски ориентированных рижан, занимавших высокие должности в цеховой иерархии. Он писал Эразму как минимум три раза, но есть предпложение, что он получил ответ от Эразма только на последнее письмо. Во всяком случае, сохранилось лишь одно письмо Кнопкену за подписью Эразма, которое датируется 31 декабря 1520 годом.

## Отъезд в Трептов, начало реформационных погромов в Трептове и возвращение в Ригу
На первом этапе Кнопкен находился в Риге до 1519 года, когда он попросил освободить его от исполнения обязанностей викария в петровской церкви, так как намеревался продолжить учёбу. Он получил увольнение в соответствии с просьбой. С 1519 по 1521 год он жил и работал в Трептове, где продолжал давать уроки в городской школе, распространяя гуманистические идеи. Он был ближайшим помощником своего старого наставника, философа и проповедника Бугенхагена, который был более известен как «Померанец». Бугенхаген, знакомый с Лютером и присутствовавший на его проповедях, приобщает Кнопкена к разработке концепции распространения Реформации. Когда в 1521 году Бугенхаген отправился в Виттенберг, Кнопкен остался в школе на правах его заместителя и куратора. После того, как Трептов оказался объят пламенем нешуточных иконоборческих волнений и многие церкви подверглись нападению возмущённой толпы протестантов, Кнопкен в июне 1521 года покинул неспокойный город и отправился назад в более стабильную и умиротворённую, как ему казалось, Ригу.

## Создание богословского комментария
Сразу по возвращении в Ригу Кнопкен получил письмо от своего друга и соратника немецкого просветителя-гуманиста Филиппа Меланхтона, письмо с советами и рекомендациями. В Риге он занял ту же должность и приступил к прежним обязанностям. В 1524 году он был одним из шести служителей алтаря торгового братства Черноголовых. В своих частых проповедях Андреас Кнопкен славил и превозносил евангелическое учение, которое исповедовал Лютер в Виттенберге. Основываясь на религиозные аналитические произведения Melahtona Loci communes (1521) и Annotationes (1522) Кнопкен составил пояснительный богословский комментарий к «Письму Павла римлянам» (In epistolam ad Rhomanos Andreae Knopken Consterinensis interpretatio, Rigae apud Livones praelecta, ubi is pastorem agit ecclesiae), который при поддержке старшего учителя Бугенхагена, который написал идеологическое предисловие, был опубликован 7 февраля 1524 года в Виттенберге, а впоследствии пережил четыре издания, одно из которых увидело свет в Страсбурге. Эта работа стала одним из первых евангелических учебных пособий не только в Риге и Ливонии, но и на европейском уровне.

## Начало религиозного диспута в церкви Святого Петра; поддержка влиятельных ратманов
На основе этой работы, обосновывавшей богословские принципы лютеранского учения, Кнопкен вступил в диспут со сторонниками папского учения, францисканскими монахами, который состоялся в церкви Святого Петра 21 июля 1522 года. На дискуссию прибыли представители рижского рата и его вассалы, которые сперва скептически отнеслись к новым веяниям в религиозной жизни, но затем часть ратманов и должностных лиц поддержали идеи Кнопкена. Из наиболее влиятельных сподвижников, выразивших согласие с концепцией, излагаемой Кнопкеном, можно назвать бургомистра Готке Диркопа (самого высокопоставленного на тот момент чиновника Риги, поддержавшего учение), секретаря рата Иоганна Ломиллера (который впоследствии сам станет одним из рьяных популяризаторов идей Реформации в Ливонии), писари Ратуши Антон Мутер, Паул Дрейлинг и Генрих Улленброк (которые принадлежали к немецким феодально-аристократическим родам и являлись владельцами крупных пригородных поместий). Например, Ломиллер, вдохновлённый проповедническим пылом Андреаса, писал Лютеру в 20 августа и 10 октября, что в Риге действует один из лучших и хорошо образованных проповедников лютеранского учения Андреас Кнопкен.

## Межконфессиональная борьба; смелое назначение Кнопкена
Проповеди Кнопкена снискали всеобщую славу и популярность бюргерских и аристократических кругов Риги, именно поэтому 23 октября 1522 года в знак признания его заслуг рат после совещания с высокопоставленными представителями гильдий принял решение назначить Кнопкена архидиаконом церкви Петра. Это решение по-своему было очень рискованным и революционным, так как до этого никто, кроме Домского капитула, не имел право назначать людей на высокие церковные должности (и в особенности этой прерогативы не было у светских властей города). Именно поэтому дата 23 октября 1522 года часто считается официальным началом ливонской Реформации, поскольку впервые был нарушен иерархический баланс, так что на уровне всей Прибалтики был создан прецедент в области религиозного права. Вместе с этим рижский рат назначил проповедника Сильвестра Тегетмейера пастором в собор Святого Якоба, так что светские правители Риги демонстративно посягали на могущество духовных властей Ливонии. Между Кнопкеном и Тегетмейером была всё же идеологическая разница: если Кнопкен исповедовал более миролюбивую и гуманистическую концепцию, то Тегетмейер был настроен более радикально и высказывал идеи о скором решении межрелигиозных проблем революционными методами. Вскоре между Кнопкеном и Тегетмейером неизбежно возникли концептуальные противоречия, что привело к открытому спору между ними. Рат снова вынужден был вмешаться, чтобы смягчить конфронтацию и 13 декабря 1522 года он устроил собрание, на котором оговорил обязанности Кнопкена на должности в петровской церкви и призвал к заключению перемирия между лютеранскими проповедниками, посоветовав им сплотиться перед католическими оппонентами.

## Создание «Краткого порядка богослужения»
Позже Кнопкен имел встречу с кенигсбергским реформатором Иоганном Брисманом, доктором теологии и авторитетным просветителем, которого в 1527 году после смерти архиепископа Яспера Линде назначали проповедником Домского собора. Совместно с Иоганном Кнопкен разработал и опубликовал «Краткий порядок богослужения» («Kirchenordnung»), который был опубликован в 1533 году и официально был признан главным пособием к проведению евангелико-лютеранских служб в трёх главных протестантских центрах Прибалтики — Риге, Ревеле и Дорпате.

## Автор песнопений
Кнопкен является автором ряда церковных евангелических песнопений, написанных им на литературном нижненемецком языке.
Кнопкен после своей смерти в 1539 году был похоронен в почётном месте в церкви Святого Петра, работе в которой отдал годы жизни и много творческой энергии. Его могильная плита открыта к осмотру посетителями этого храма.